# Pasivna požarna zaščita
Pasivna požarna zaščita je sestavni del predpisov, ki urejajo požarno zaščito in požarno varnost v stavbah. Cilj pasivne požarne zaščite je omejitev požara in preprečitev širjenja ognja, z uporabo ognjevarnih tal, sten in požarnih vrat. Sistemi pasivne požarne zaščite morajo biti izvedeni v skladu z gradbenimi predpisi.

## Sistem požarne zaščite
Aktivna požarna zaščita
Vključuje ročno ali avtomatsko odkrivanje in gašenje požara.
Pasivna požarna zaščita 
Razdelitev objekta na posamezne enote s požarnimi zidovi in tlemi. Oblikovanje manjših oddelkov, ki preprečujejo ali upočasnujejo širitev ognja po objektu od mesta nastanka z namenom omejite škode in podaljšanja časa za evakuacijo ljudi, ki so v stavbi.
Požarna preventiva
Zmanjševanje števila možnih požarnih virov, izobraževanje in ozaveščanje uporabnikov in upravljalcev objekta o vzdrževanju in pravilni rabi sistemov za požarno varnost, vključno s postopki za obveščanje in evakuacijo.

## Glavne značilnosti
Za preizkus funkcionalnosti elementov pasivne požarne zaščite se izvaja požarni test. Pri požarnem testu se ugotavlja zmožnost materiala da ohrani trdnost strukture s katero zagotavlja požarno neprehodnost. V Sloveniji požarne teste izvaja Zavod za raziskave materiala in konstrukcij ZRMK. Poleg požara so preizkušani elementi izpostavljeni še nekaterim obremenitvam, do katerih lahko pride v realnih situacijah. Pogoji preizkusa, trajanje izpostavitve in višina temperature, so predpisani. Za doseganje protipožarnih lastnosti se uporabljajo različni materiali v kombinacijah oziroma sestavah. Običajna endotermična materiala sta beton  in mavec. Med požarnim preizkusom betonskega estriha lahko vidimo vodo ki privre iz materiala. Mavčna plošča zaradi sublimacije vode v požaru izgubi trdnost. Uporaba endotermnih materialov je postala redna praksa. Voda ki je kemično vezana v teh materialih sublimira. Temperatura na neizpostavljeni strani v času sublimacije ne more preseči temperature vrelišča vode. Ko sublimira vsa voda se temperatura na neizpostavljeni strani naglo dvigne. Vendar količina vode ne sme biti prevelika. Betonski estrihi s preveliko količino vode v požaru dobesedno eksplodirajo. Zato laboratoriji za preizkušanje materialov pred preizkusom opravijo še analizo vsebnosti vode. Ukrepi za pasivno požarno zaščito vključujejo tudi termo ekspanzijske materiale, ki sami po sebi ne morejo biti varovalni elementi, vendar pa uporabljeni po predpisih, skupaj z gradbenimi elementi tvorijo pasivno zaščito. Namen ukrepov za pasivno požarno zaščito je zadržati požar na mestu izvora in omejiti širjenje dima in ognja za določen čas, ki ga zahtevajo požarni predpisi. Požarni zidovi, požarne pregrade in požarna vrata se preizkušajo zato, da se določi faktor požarne varnosti, to je, odpornosti na ogenj oziroma visoke temperature. Vrednosti so običajno izražene v urah. Mejne vrednosti so podane v izdanem certifikatu. V nasprotju z aktivno požarno zaščito, pasivna požarna zaščita ne potrebuje električnih ali elektronskih detektorjev ali gibanja. Izjema so razna požarna vrata in lopute ali termoekspanzijski materiali, ki se morajo premikati, da zagotovijo učinkovitost.

Pasivno požarno zaščito v stavbah lahko opišemo kot skupino sistemov v sistemu. Nameščena požarna zapora na primer, ki varuje prehod cevi skozi steno je sistem, ki je izdelan na podlagi ustreznega certifikata in je nameščen v požarni zid. Je sestavni del požarnega zidu, ki tvori del požarnega oddelka. Oddelek pa je del celovitega varnostnega načrta stavbe, ki ga kot takega lahko opazujemo kot sistem.
Vsaka vrsta velike zgradbe mora po zakonu vključevati načrt pasivne požarne zaščite za zaščito pred požarom. Popoln načrt pasivne požarne zaščite je sestavljen iz 4 ključnih gradnikov:
1. Poti za izhod v sili
2. Delitev na požarne sektorje in preprečevanje širjenja požara
3. Odvod dima in prezračevalni kanali
4. Zaščita nosilnih konstrukcij

Pri vsakem koraku načrta pasivne požarne zaščite boste potrebovali zanesljivo oceno tveganj in prave sisteme za zaščito vaše zgradbe. Morate razumeti lokalne predpise in izbrati prave rešitve z vsemi zahtevanimi dokumenti.

## Primeri
- Ognjevarne stene
- Ognjevarna tla
- Požarni zidovi. Nimajo samo protipožarne funkcije. Stavbo delijo na več statično samostojnih enot. Če pride do porušitve enega dela, to ne bo vplivalo na preostali del.
- Ognjevarno steklo. Steklo je na videz povsem prosojno. Lahko nudi 60 ali 120 minutno zaščito. Mednarodni gradbeni predpisi dovoljujejo uporabo ognjevarnega stekla v funkciji požarnega zidu.
- Ločeni oddelki. Na primer stanovanjski del - poslovni del
- Požarne zapore
- Zamaščeni odsesovalni sistemi (restavracije, večje kuhinje)
- zaščita kablov, Oplaščenje (nanos endotermične ali termoekspanzijske zaščite za zmanjševanje širjenja ognja in plinov pri gorenju izolacije)
- nabrizgana požarna zaščita ( za zaščito jeklenih konstrukcij, električnih in strojnih inštalacij, ventilov)
- obloge-plošče (iz enakih in podobnih materialov kot brizgana zaščita)
- lokalna zaščita ( nepregorne škatle ali povoji za zaščito pomembnih ventilov in podobno)

## Predpisi
Najpomembnejši cilj pasivne požarne zaščite je enak cilju celovitega varstva pred požarom. Varovanje življenj. Najboljši način za doseganje tega cilja je ohranitev trdnosti objekta v času požara in omejitev širjenja ognja in dima. Zaščita lastnine in ohranjanje funkcionalnosti objekta sta običajno sekundarnega pomena. Glede teh ciljev se predpisi posameznih držav ne razlikujejo. Posamezne razlike se pojavijo glede izvedb, materialov, aktivnega trajanja zaščite itd. Razlike nastajajo tudi pri izboru materialov in dokazovanju istovetnosti uporabljenih materialov s testiranimi materiali.
1. ↑  »Požarno preizkušanje sistemov«. www.promat.com. Pridobljeno 16. maja 2023.